# Andreas Prochaska

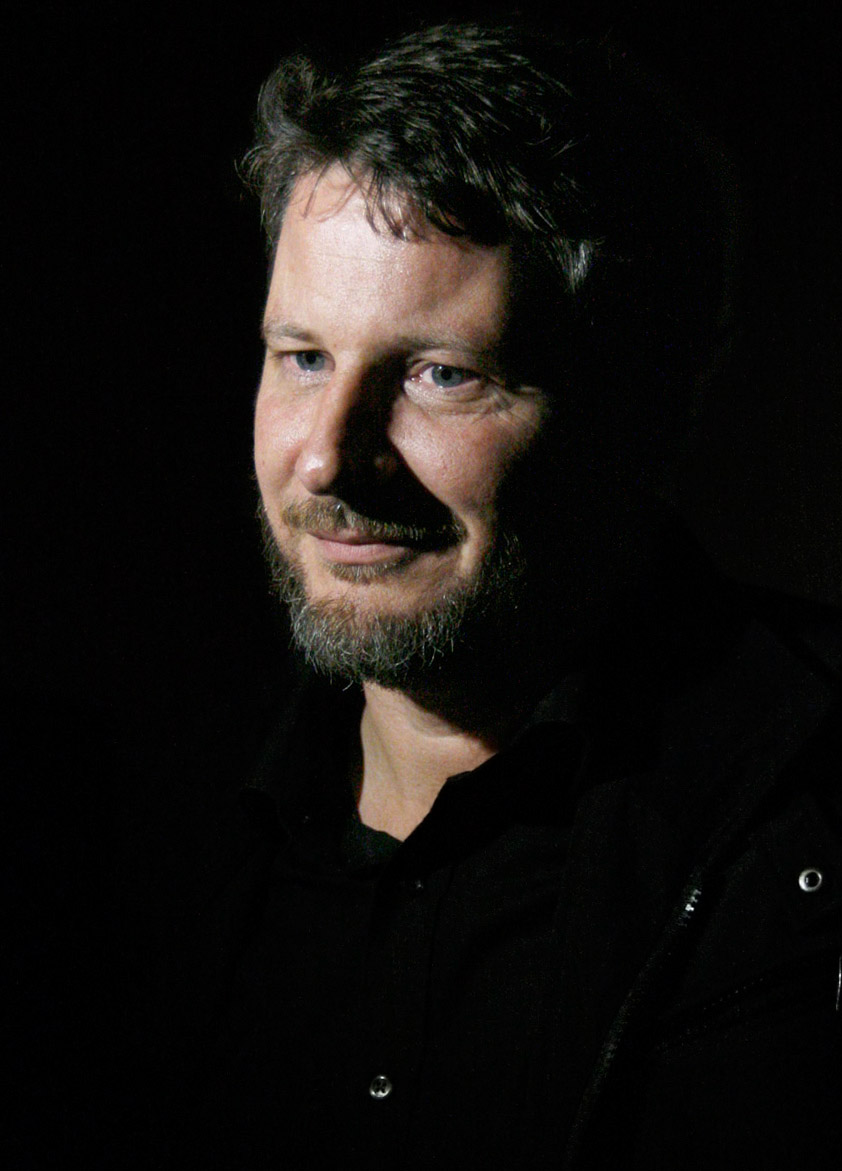
Andreas Prochaska (2010)

Andreas Prochaska anhörenⓘ(* 31. Dezember 1964 in Wien) ist ein österreichischer Filmregisseur, Drehbuchautor und Filmeditor.

## Leben und Wirken
Andreas Prochaska wurde in Wien geboren und wuchs in Bad Ischl auf, wo er 1983 maturierte. Er studierte in Wien Publizistik und Theaterwissenschaften, brach dies jedoch ab. 1985 begann er als Assistent bei Paulus Manker und sammelte in den Folgejahren Praxis in unterschiedlichen Filmgewerken, sowohl bei Kino- als auch Fernsehproduktionen. Er arbeitete als Tongestalter und war Assistent in den Bereichen Regie, Produktion und Schnitt. 1987 war er Co-Editor bei dem Tatort Flucht in den Tod und 1988 Schnittassistent bei Wolfram Paulus’ Spielfilm Nachsaison. Anschließend war er bei einigen Filmen von Michael Haneke zuerst Schnittassistent (Benny’s Video, 1992 und 71 Fragmente einer Chronologie des Zufalls, 1994), und dann Filmeditor (Das Schloß und Funny Games, 1997, sowie Code: unbekannt, 2000).
1998 gab Prochaska sein Regiedebüt mit der Verfilmung des Christine-Nöstlinger-Kinderromans Die 3 Posträuber und war damit an den österreichischen Kinokassen erfolgreich. Es folgten einige Fernsehfilme und einzelne Episoden von Fernsehserien, bis er nach einem Gespräch mit dem Allegro-Film-Produzenten Helmut Grasser, der wie Prochaska eine Vorliebe für Horror-Filme hat, beschloss einen österreichischen Horror-Film nach amerikanischem Vorbild zu inszenieren. Das Projekt In 3 Tagen bist du tot unterschied sich von anderen österreichischen Filmen dieser Zeit auch dadurch, dass sämtliche Darsteller österreichische Dialekte sprachen. Nachdem der Film erfolgreich lief, erschien zwei Jahre später eine Fortsetzung.
Im Jahr 2010 erschien mit Die unabsichtliche Entführung der Frau Elfriede Ott Prochaskas erste Komödie, die 2011 den erstmals vergebenen Österreichischen Filmpreis gewann und ihm außerdem den Preis für das „Beste Drehbuch“ einbrachte. 2012 gewann er für die Regie an dem Fernsehfilm Das Wunder von Kärnten den Bayerischen Fernsehpreis und den Emmy Award.
2013 erhielt Prochaska den Bayerischen Filmpreis in der Kategorie „Beste Regie“ für Das finstere Tal; Hauptdarsteller Sam Riley hielt die Laudatio. Beim Deutschen Filmpreis 2014 wurde der Film mit acht Preisen ausgezeichnet. Prochaska selbst war für die „Beste Regie“ nominiert.
Andreas Prochaska lebt mit seiner Frau Astrid, einer Kunsttherapeutin, und seinen vier Söhnen in Purkersdorf bei Wien. Sein Sohn Daniel Prochaska ist ebenfalls Filmeditor und Filmregisseur.

## Filmografie (Auswahl)

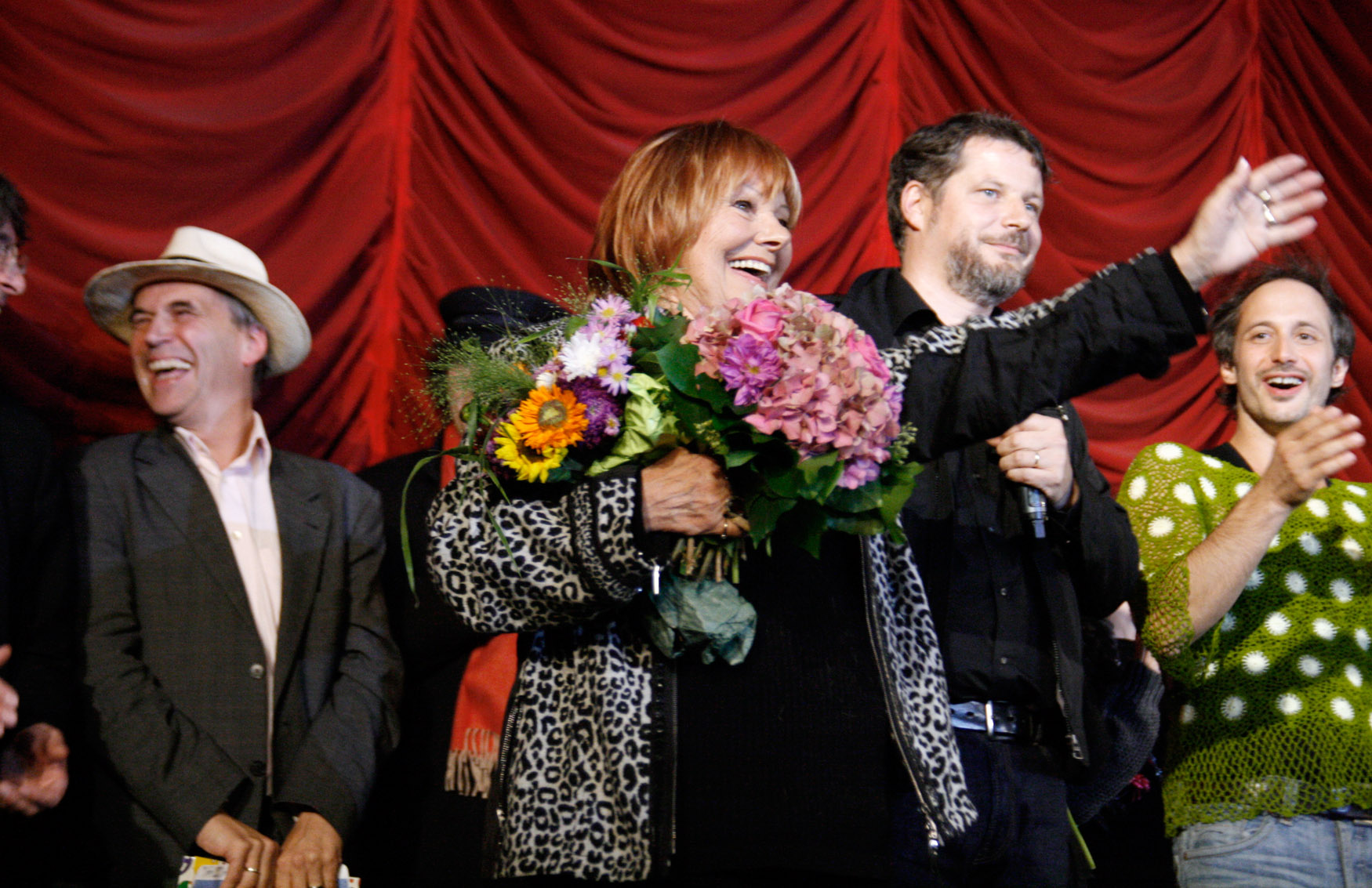
Bei der Premiere von Die unabsichtliche Entführung der Frau Elfriede Ott

### Als Regisseur
Kino
- 1998: Die 3 Posträuber – auch Ko-Autor
- 2006: In 3 Tagen bist du tot – auch Ko-Autor
- 2008: In 3 Tagen bist du tot 2 – auch Ko-Autor
- 2010: Die unabsichtliche Entführung der Frau Elfriede Ott – auch Ko-Autor
- 2014: Das finstere Tal – auch Ko-Autor

Fernsehen
- 2000: Gesteinigt – Der Tod der Luxuslady
- 2001: Die Hunde sind schuld
- 2001–2002: Sinan Toprak ist der Unbestechliche (Fernsehserie, 8 Folgen)
- 2002–2004: Kommissar Rex (Fernsehserie, 8 Folgen)
- 2003: Ausgeliefert
- 2003: Novaks Ultimatum – auch Ko-Autor
- 2004–2005: Der Elefant – Mord verjährt nie (Fernsehserie, 5 Folgen)
- 2005: Mit Herz und Handschellen (Fernsehserie, 2 Folgen)
- 2005: SOKO Kitzbühel (Fernsehserie, 2 Folgen)
- 2005: Vier Frauen und ein Todesfall (Fernsehserie, 6 Folgen)
- 2006: Tatort – Tod aus Afrika (Fernsehreihe)
- 2007: Zodiak – Der Horoskop-Mörder (Fernsehvierteiler)
- 2008: Der erste Tag
- 2008–2010: KDD – Kriminaldauerdienst (Fernsehserie, 4 Folgen)
- seit 2010: Spuren des Bösen (Fernsehreihe) → siehe Episodenliste
- 2011: Vermisst – Alexandra Walch, 17 – auch Ko-Autor
- 2011: Das Wunder von Kärnten
- 2013: Bella Block: Hundskinder (Fernsehreihe)
- 2014: Das Attentat – Sarajevo 1914
- 2015: Wenn du wüsstest, wie schön es hier ist (Fernsehreihe)
- 2017: Maximilian – Das Spiel von Macht und Liebe (Fernsehdreiteiler)
- 2018: Das Boot (Fernsehserie)
- 2020: Alex Rider (Fernsehserie)
- 2021: Im Netz der Camorra (Fernsehzweiteiler)
- 2021: Spuren des Bösen: Schuld (Filmreihe)
- 2022: Das Netz – Prometheus (Fernsehserie)
- 2023: Die Flut – Tod am Deich (Fernsehfilm)
- 2024: Love Sucks (Fernsehserie)

### Als Editor
- 1987: Tatort: Flucht in den Tod (Fernsehreihe) – Regie: Jochen Bauer
- 1995: Exit II – Verklärte Nacht – Regie: Franz Novotny
- 1996–1997: Stockinger (Fernsehserie, 8 Folgen) – Regie: Hans Werner, Bodo Fürneisen, Peter Welz
- 1997: Das Schloß (Fernsehfilm) – Regie: Michael Haneke
- 1997: Funny Games – Regie: Michael Haneke
- 1997: Die Knickerbocker-Bande (Fernsehserie, 6 Folgen) – Regie: Guntmar Lasnig
- 1998: Drei Herren – Regie: Nikolaus Leytner
- 2000: Code: unbekannt (Code inconnu) – Regie: Michael Haneke

## Auszeichnungen
- Die 3 Posträuber[4]

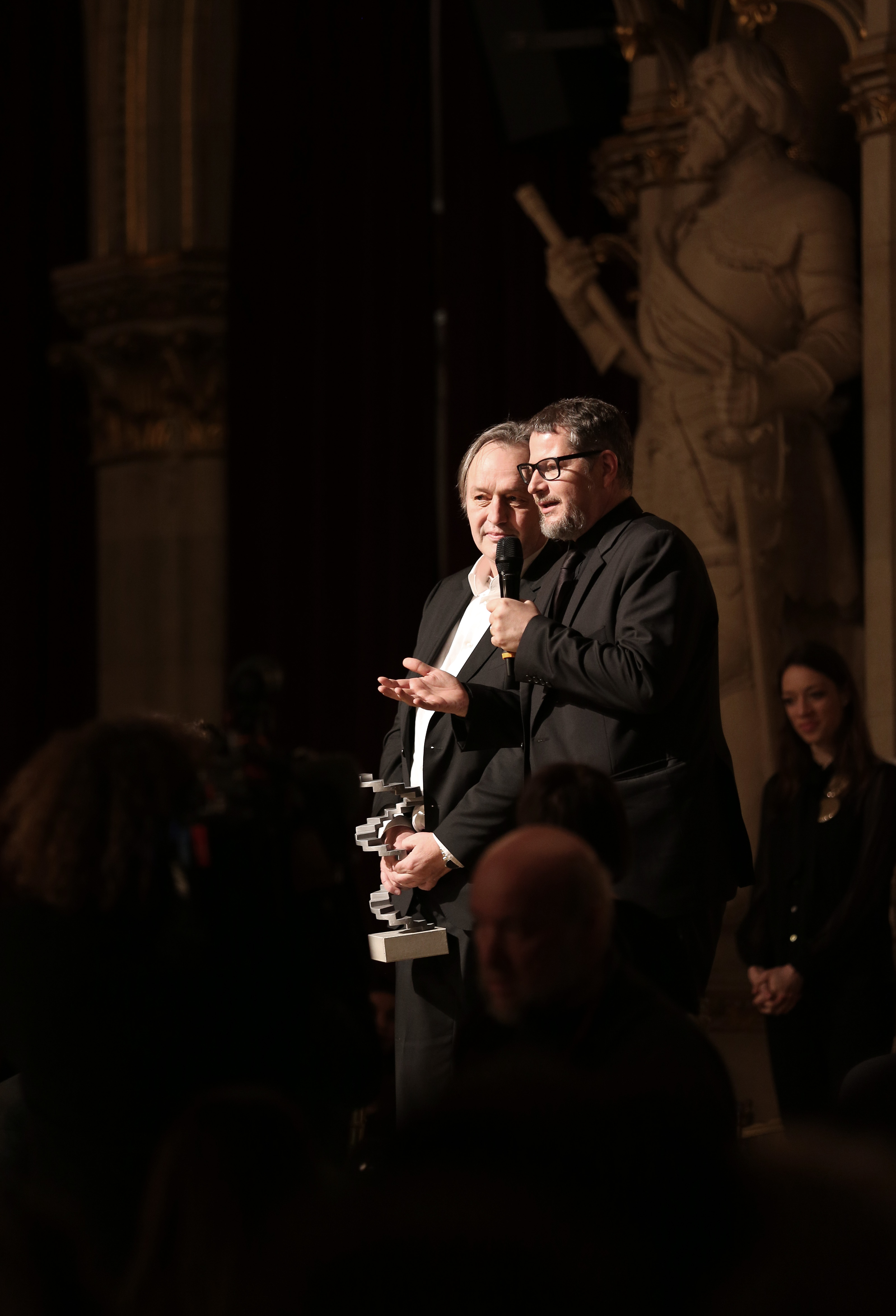
Andreas Prochaska mit Produzent Helmut Grasser (Österreichischer Filmpreis 2015)

  - Alpinale: Goldenes Einhorn für den besten Kinderfilm
  - Kinder Filmfest Köln: 1. Preis Kinderfilmschau
  - Internationales Filmfestival Schlingel: 1. Preis
  - 19. Augsburger Kinderfilmfest: Preis der Kinderjury, Preis der Fachjury
- Brussels International Fantastic Film Festival 2007: Silver Méliès für In 3 Tagen bist du tot als Best European Fantastic Film
- Österreichischer Filmpreis 2011: Bester Spielfilm und Bestes Drehbuch für Die unabsichtliche Entführung der Frau Elfriede Ott
- ROMY 2011: Bester Kinofilm, Beste Regie (Kinofilm), Bestes Buch (Kinofilm) für Die unabsichtliche Entführung der Frau Elfriede Ott
- Bayerischer Fernsehpreis 2012: Beste Regie für Das Wunder von Kärnten
- Bayerischer Filmpreis 2013: Beste Regie für Das finstere Tal
- ROMY 2014: Bester Kinofilm für Das finstere Tal
- Deutscher Filmpreis 2014: Bester Film und weitere 7 Lolas für Das finstere Tal
- Fernsehpreis der Österreichischen Erwachsenenbildung 2014 für Das Attentat – Sarajevo 1914[5]
- Österreichischer Filmpreis 2015: Bester Spielfilm und Beste Regie für Das finstere Tal
- Fernsehpreis der Österreichischen Erwachsenenbildung 2015 für den ORF-Landkrimi Wenn du wüsstest, wie schön es hier ist in der Kategorie Fernsehfilm[6]